# Bhurtung
Bhurtung (nepalski: भुर्तुङ) – gaun wikas samiti w zachodniej części Nepalu w strefie Lumbini w dystrykcie Gulmi. Według nepalskiego spisu powszechnego z 2001 roku liczył on 869 gospodarstw domowych i 4427 mieszkańców (2503 kobiet i 1924 mężczyzn).